# 土耳其国铁E43000型电力机车
E43000型电力机车是土耳其共和国国家铁路（TCDD）使用的电力机车车型之一，由日本东芝公司设计并授权土耳其机车与发动机工业有限公司（TÜLOMSAŞ）制造，累计生产45台，于1987年交付土耳其国铁使用。

## 概要
1985年，土耳其国家铁路决定采购一批新型大功率六轴干线货运电力机车，并委托土耳其机车与发动机工业有限公司与日本东芝公司签署了一笔45台电力机车的生产协议，这批机车由东芝公司设计，通过技术转让授权土耳其机车与发动机工业有限公司在本土生产。新型机车被定型为E43000型，于1987年开始投入运行，首先被用于海达帕萨至埃斯基谢希尔、迪夫里伊至伊斯肯德伦区间的重载货运。至今E43000型机车已经遍及土耳其国内所有电气化铁路干线。

## 技术特点
E43000型电力机车是交—直流电传动的六轴干线客货运通用电力机车，轴式Bo-Bo-Bo，可根据需要采用不同的传动齿轮比，作为客运机车（最高速度130公里/小时）或货运机车（最高速度90公里/小时）使用。机车设两端司机室，车内主要设备以屏柜化、模块化集中安置，机车并设有重联装置。机车主电路采用晶闸管和二极管混合桥式相控调压，牵引电动机采用他励直流牵引电动机以简化牵引电路，额定功率为530千瓦，电枢变流器输出端与三台牵引电机的电枢并联，每台牵引电机的励磁绕组由独立的励磁变流器控制。机车辅助电路采用旋转式劈相机供电，向机车控制电路、辅助电气设备供电。机车并设有列车供电系统，主变压器内设有供电绕组，向旅客列车输出1500伏单相交流电，提供列车空调、取暖、照明用电。
机车走行部为三台二轴转向架，一系悬挂采用轴箱螺旋弹簧，二系悬挂为橡胶堆旁承配油压减震器，牵引力和制动力通过低位牵引拉杆传递，牵引电动机采用滚动轴承抱轴式半悬挂安装方式。中间转向架相对于车体具有一定范围的横向偏移量，以便通过小半径曲线。E43000型机车采用了微机控制，具有牵引或制动控制、晶闸管控制、电气轴重转移补偿、防空转防滑行控制、故障记录等功能。